# Athrypsiastis
Athrypsiastis é um gênero de traça pertencente à família Agonoxenidae.